# Rutger van Santen
Rutger van Santen (Langedijk, 1945) is een Nederlands chemicus. Hij was totdat hij met emeritaat ging als hoogleraar anorganische chemie en katalyse verbonden aan de Technische Universiteit Eindhoven. In 1997 ontving Van Santen de Spinozapremie. 

## Levensloop
Van Santen studeerde scheikunde aan de Universiteit Leiden waar hij in 1966 zijn bachelor behaalde. Het jaar erop haalde hij zijn master. In 1971 promoveerde hij op het proefschrift On the theory of resonant scattering bij L.J. Oosterhoff. In het jaar dat daarop volgde, verrichtte hij onderzoek aan het SRI in Californië. In 1972 trad Van Santen in dienst bij de koninklijke Nederlandse Shell waar hij tot  1988 werkte. Hij hield zich bij Shell bezig met vraagstukken uit de Katalyse. In 1976 en 1977 was Van Santen daarnaast gasthoogleraar aan de Vrije Universiteit van Amsterdam.
In 1986 werd Van Santen benoemd tot buitengewoon hoogleraar oppervlaktechemie aan de Technische Universiteit Eindhoven en twee jaar later werd hij aan diezelfde universiteit benoemd tot gewoon hoogleraar. Van 1992 tot 2000 was hij naast zijn hoogleraarschap wetenschappelijk directeur van het Nederlands Instituut voor Onderzoek in de Katalyse. Tussen 2001 en 2005 was hij rector magnificus van de Technische Universiteit Eindhoven. Van Santen stopte vijf maanden eerder met deze functie. Hij werd in 2004 tot academiehoogleraar benoemd. In 2008 werd hij aangesteld als directeur bij het Schuit Katalyse Instituut.

## Erkenning
Van Santen heeft meerdere onderscheidingen ontvangen voor zijn werk. Zo ontving hij in de gouden KNCV-medaille en in 1992 werd hij door de North American Catalysis Society onderscheiden. In datzelfde jaar ontving hij de Chiapetta Lectureship Award. In 1996 ontving hij de Bourke Lectureship van de Royal Society of Chemistry. Het jaar erop kreeg hij de Spinozapremie van NWO. In 1998 ontving hij een eredoctoraat van de Nationale Universiteit in Kiev.
In 2001 werd Van Santen lid van de Koninklijke Nederlandse Academie van Wetenschappen waar hij verbonden is aan de sectie Scheikunde, onderdeel van de afdeling Natuurkunde. In datzelfde jaar ontving hij de Alwin Mittasch medaille.
In 2008 werd hij verkozen als lid van de National Academy of Engineering voor baanbrekend werk op het gebied van de fundamentele reactiemechanismen in heterogene katalyse.
Verder is Van Santen lid van de Oekraïense Academie van Wetenschappen en heeft een ereprofessoraat van het Max-Planck-Institut für Kohlenforschung in Mülheim.

## Publicaties (selectie)
- Santen, Rutger van (2003). Academisch ontwerpen,Technische Universiteit Eindhoven.
- Santen, Rutger van (2007). The thinking pill and other technology that will change our lives, Nieuw Amsterdam.
- Santen, Rutger van (2009). Computational methods in catalysis and materials science, Wiley-VCH.
- Santen, Rutger van (2009). Zelfdenkende pillen : en andere technologie die ons leven zal veranderen, Nieuw Amsterdam.
- Santen, Rutger van (2010). 2030 : technology that will change the world, Oxford University Press.